# Mangabey à ventre doré
Mangabey à ventre doré ou Cercocèbe à ventre doré  sont des noms vernaculaires qui peuvent désigner plusieurs espèces de singes cercopithécidés du genre Cercocebus.

## Espèces concernées
- Cercocebus chrysogaster Lydekker, 1900[1],[2], désigné également sous le nom de Mangabey doré[1],[2]
- Cercocebus galeritus Peters, 1879[1], désigné également sous les noms de Mangabey de la Tana[1],[2] et Mangabey à crête[2].